# Bloodhound LSR
Pour les articles homonymes, voir Bloodhound.
Le Bloodhound LSR (pour Land Speed Record), auparavant nommé Bloodhound SSC (pour Super Sonic Car) est un véhicule terrestre supersonique, conçu dans l'objectif de battre le record de vitesse terrestre détenu par un autre engin similaire, le Thrust SSC, qui avait franchi le mur du son en 1997. Est ici visé le dépassement de la limite des 1 000 mph (1 609 km/h), avec une vitesse de 1 690 km/h, soit 469,444 444 m/s et 1 050,117 315 mph. Le nom choisi de Bloodhound, qui peut se traduire par limier (chien de chasse) fait référence à la piste suivie par ses créateurs depuis l'expérience Thrust2 pour améliorer sans cesse le record de vitesse terrestre, mais également au missile sol-air Bristol Bloodhound sur lequel avait travaillé l’aérodynamicien en chef du projet, Ron Ayers.

## Caractéristiques techniques
Afin d'être en mesure d'atteindre une telle vitesse, le Bloodhound LSR est équipé d'une double motorisation, avec d'une part un turboréacteur EJ200 ayant servi au programme de développement de l'Eurofighter Typhoon qui permettra de lancer l'engin, et d'autre part un moteur-fusée fonctionnant au propergol liquide, qui fournira la poussée nécessaire pour atteindre les 1 600 km/h. L'alimentation en carburant de la fusée sera assurée par une pompe entraînée par un moteur 8 cylindres Jaguar de 800 chevaux.
Une fois la postcombustion enclenchée, le turboréacteur – dont le logiciel de régulation numérique intégré Fadec permettra une gestion optimale de la phase d'accélération – délivre environ 90 kN de poussée, auxquels viennent s'ajouter les 212 kN délivrés par le moteur-fusée. Au total, le Bloodhound LSR développe ainsi une puissance d'environ 100 MW (135 000 chevaux), qui devrait lui permettre d'atteindre, selon ses concepteurs, une vitesse maximale de 1 690 km/h, soit Mach 1,4.

## Déroulement prévisionnel du record
L'équipe de Richard Noble a d'ores et déjà établi la séquence de déroulement du run qui devrait permettre d'établir le record prévu, en utilisant les spécificités de chacun des deux moteurs. Dans un premier temps, le turboréacteur EJ200 assurera le lancement du Bloodhound LSR. Une fois la vitesse de 130 km/h atteinte, le pilote enclenchera la postcombustion pour propulser l'engin jusqu'à 515 km/h, vitesse qui constitue le palier d'allumage du moteur fusée, fournissant la puissance maximale pour atteindre 1 690 km/h.
La phase de décélération se fera en trois temps. La seule coupure des moteurs permettra de ralentir jusqu'à environ 1 200 km/h grâce à la résistance de l'air, allure à laquelle les aérofreins puis les parachutes seront déployés, procurant une décélération de 3 g, avant de procéder à l'arrêt complet par des freins à disques. Au total, la course ne durera que 85 secondes, au cours desquelles 16 kilomètres seront parcourus.

## Développement
Le projet Bloodhound a été annoncé le 23 octobre 2008 au Science Museum de Londres par Paul Drayson, alors ministre d'État à la Science et à l'Innovation, qui a suggéré le projet pour la première fois en 2006 à Richard Noble et Andy Green,.
Conçu par la même équipe que Thrust SSC, l'objectif du projet Bloodhound SSC est d'établir un nouveau record de vitesse terrestre. Initialement prévue en octobre 2017, la tentative fut repoussée plusieurs fois. Le 26 octobre 2017, le Bloodhound SSC fit son premier essai en public, atteignant la vitesse de 337 km/h (209 mph) sur une piste de l'aéroport de Newquay Cornouailles.

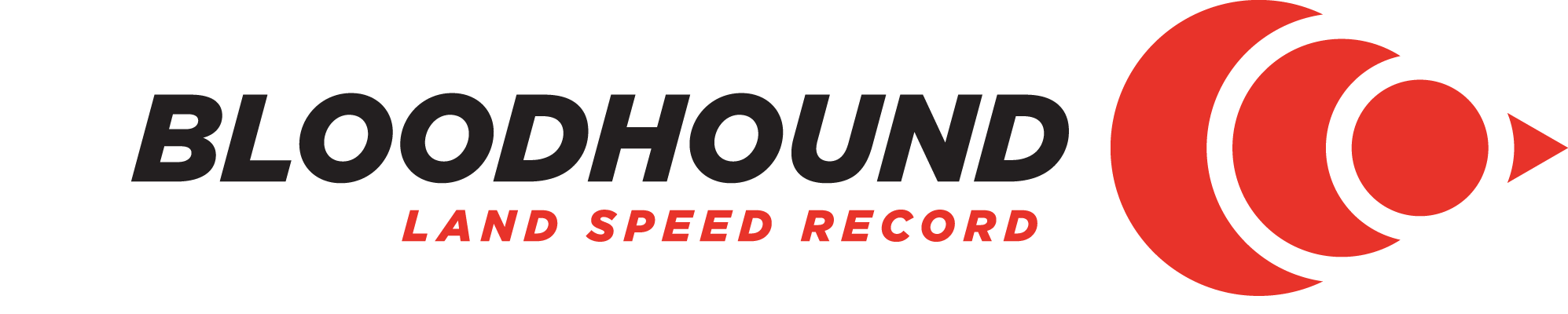
Logo actuel du projet.

En octobre 2018, la société derrière le projet a été mise en redressement judiciaire et l'entrepreneur Ian Warhurst a racheté le bolide. Une nouvelle société appelée Grafton LSR Ltd a été formée pour gérer le projet, qui a été rebaptisé Bloodhound LSR et transféré au SGS Berkeley Green University Technical College. Le 17 novembre 2019 la voiture, pas encore équipée de son moteur-fusée et dotée d'une nouvelle livrée à dominante blanche, a atteint les 1 010 km/h (628 mph) lors de tests de haute vitesse.
Cependant, en raison de la pandémie de COVID-19 et d’autres défis, le projet a été mis en pause jusqu’en 2022, où l'équipe a lancé une campagne pour trouver un nouveau pilote, Andy Green ayant renoncé au poste pour diriger le projet, et obtenir le financement nécessaire pour réaliser leur tentative de record. Le véhicule est actuellement exposé au musée des transports de Coventry aux côtés de ses prédécesseurs Thrust2 et Thrust SSC, l'équipe précisant que  le musée n'est pas un foyer permanent pour la voiture.